# South Dakota Gold
I South Dakota Gold sono stati una franchigia di pallacanestro della IBA, con sede a Mitchell, nel Dakota del Sud, attivi tra il 1995 e il 2001.
Nacquero come Black Hills Posse nel 1995 a Rapid City. Vinsero il titolo nel 1997, perdendo la finale nel 1996 e nel 1998. Nel 1998 si rinominarono Rapid City Thrillers, cercando una continuità con la vecchia squadra della CBA. Nel 1999 cambiarono il nome in Black Hills Gold. Nel 2000 si trasferirono a Mitchell, cambiando ancora denominazione.

## Stagioni
| Stagione | Lega | Denominazione        | V  | P  | %    | Piazzamento | Play-off               |
| -------- | ---- | -------------------- | -- | -- | ---- | ----------- | ---------------------- |
| 1995-96  | IBA  | Black Hills Posse    | 20 | 4  | 83,3 | 1º          | Finale                 |
| 1996-97  | IBA  | Black Hills Posse    | 26 | 4  | 86,7 | 1º          | Campioni               |
| 1997-98  | IBA  | Black Hills Posse    | 23 | 11 | 67,6 | 1º          | Finale                 |
| 1998-99  | IBA  | Rapid City Thrillers | 16 | 18 | 47,1 | 3º          | Semifinale di division |
| 1999-00  | IBA  | Black Hills Gold     | 22 | 14 | 61,1 | 2º          | Semifinale di division |
| 2000-01  | IBA  | South Dakota Gold    | 21 | 19 | 52,5 | 2º          | Semifinale di division |